# Venom: Kèo cuối
Venom: Kèo cuối (tựa gốc tiếng Anh: Venom: The Last Dance) là phim điện ảnh siêu anh hùng Mỹ phát hành năm 2024 của đạo diễn kiêm biên kịch Kelly Marcel. Phim dựa trên nhân vật cùng tên trong truyện tranh Marvel Comics. Đây là phần cuối trong sê-ri ba phần của phim, sau Venom (2018) và Venom: Let There Be Carnage (2021), cũng là phim thứ năm trong Sony's Spider-Man Universe (SSU). Dàn diễn viên trong phim gồm có: Tom Hardy thủ vai chính Eddie Brock/Venom, Chiwetel Ejiofor, Juno Temple, Rhys Ifans, Stephen Graham, Peggy Lu, Clark Backo, Alanna Ubach và Andy Serkis.
Tháng 8 năm 2018, Hardy cho biết anh đã ký hợp đồng tham gia vào phần cuối của dự án, tháng 12 năm 2021, phim chính thức được hãng Sony Pictures bắt đầu phát triển, sau khi phát hành phần hai. Marcel và Hardy cùng tham gia viết kịch bản cho tới tháng 6 năm 2022, dự kiến khi phim ra mắt tháng 10 sẽ là tác phẩm đầu tay mà cô làm đạo diễn. Tuy nhiên, do ảnh hưởng của cuộc đình công trong giới nghệ sĩ vào năm 2023, quá trình sản xuất phim bị gián đoạn tới tháng 11 cùng năm đó. Giữa năm 2023, Ejiofor, Temple và một số diễn viên khác tham gia phim. Tháng 2 năm 2024, phim hoàn thành và được công bố chính thức một tháng sau đó.
Venom: The Last Dance phát hành lần đầu tại rạp Regal Times Square , thành phố New York ngày 21 tháng 10 và ra mắt toàn cầu vào ngày 25 tháng 10 năm 2024.

## Phân vai
- Tom Hardy vai Eddie Brock/Venom
- Chiwetel Ejiofor vai Rex Strickland
- Juno Temple vai Tiến sĩ Teddy Payne
- Rhys Ifans vai Martin Moon
- Stephen Graham vai Patrick Mulligan
- Peggy Lu vai Bà Chen
- Clark Backo vai Sadie Christmas
- Alanna Ubach vai Nova Moon
- Andy Serkis vai Knull